# 로버트 모리스

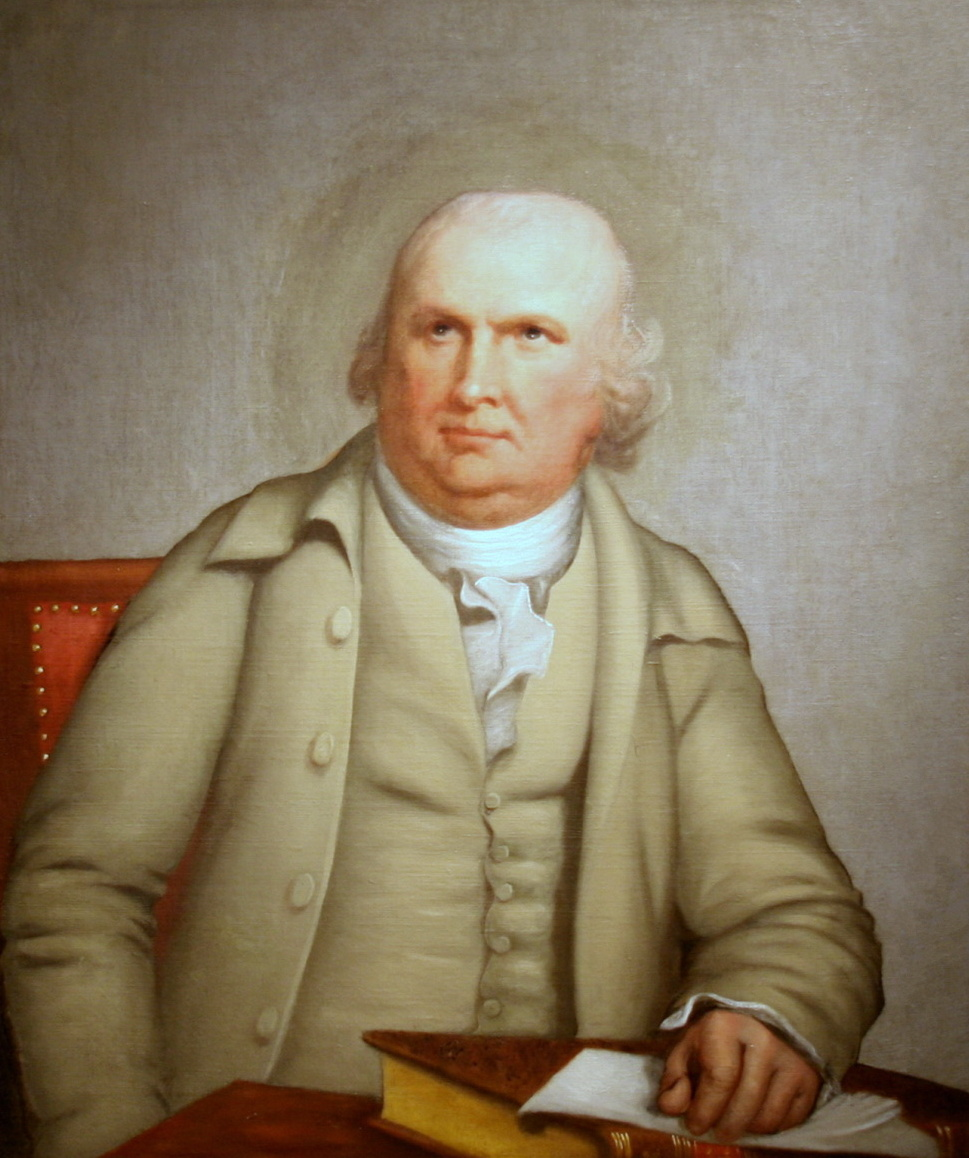

로버트 모리스(Robert Morris, 1734년 1월 20일 ~ 1806년 5월 9일)은 미국의 상인이며, 미국 독립 선언, 연합규약 및 미국 헌법의 서명자이다. 미국 독립 전쟁에서 미국 측의 재정 지원을 확보하는 역할을 맡았기 때문에 ‘혁명의 재무관’으로 알려져 있다. 아이러니하게도, 후년 채무자로 감옥살이를 하게 된다.

## 생애
로버트 모리스는 영국의 랭커셔에서 태어났다. 옥스포드의 담배 수출 업체였던 아버지, 로버트 모리스 수석과 함께 13살 때 미국 메릴랜드 식민지로 이주했다. 젊을 때는 가정교사에게서 공부를 배웠으며, 교사가 가르치는 모두를 즉시 배웠다. 모리스의 아버지 모리스를 필라델피아로 보내, 가족의 친구인 찰스 그린웨이에게 체류시켰다. 그린웨이는 찰스를 윌링 해운 회사의 사무원이 되도록 준비시켰다. 1년 후, 선박용 대포 충전재에 의한 상처 때문에 아버지가 죽었다. 모리스는 16세에 이미 필라델피아에서 부유한 상인 찰스 윌링의 해운 회사와 은행의 업무에 견습을 시작했다.
4년 후 1754년에 윌링이 죽은 후, 모리스는 윌링의 아들인 20세의 토마스 윌링과 동업자가 되었다. 1757년 5월 1일 윌링, 모리스 앤 컴퍼니의 공동 경영은 1779년까지 계속되었고, 그 후에도 종종 협력했다. 그들은 인도에 그것을 가지고 배를 보냈다. 회사의 수입, 수출 및 일반 은행 업무로 펜실베니아에서도 가장 번영하는 회사 중 하나가 되었고, 그 결과 모리스는 필라델피아에서 부유하고 영향력 있는 사람이 되었다.
또한 노예 무역에 관여하였으나, 프랑스의 사략선에 의해 노예 무역선이 나포되는 등 손해를 보았으며, 이후 노예 무역의 과세 및 노예 소유주의 인두세 징세 등을 주장하였다.

## 역대 선거 결과
| 선거명      | 직책명                        | 대수 | 정당       | 득표율  | 득표수 | 결과 | 당락                         |
| ----------- | ----------------------------- | ---- | ---------- | ------- | ------ | ---- | ---------------------------- |
| 1788년 선거 | 상원의원 (펜실베이니아 제3부) | 1대  | 연방주의당 | 100.00% | 1표    | 1위  | 펜실베이니아주 상원의원 당선 |